# Waverly Place : Les Nouveaux Sorciers
Les Sorciers de Waverly Place
Waverly Place : Les Nouveaux Sorciers (Wizards Beyond Waverly Place) est une série télévisée américaine créée par Jed Elinoff et Scott Thomas et diffusée depuis le 29 octobre 2024 sur Disney Channel. La série est un spin-off de la série de Disney Channel Les Sorciers de Waverly Place, diffusée entre 2007 et 2013.
La série est mis en ligne à l'international depuis le 10 janvier 2025 sur la plateforme de streaming Disney+.

## Synopsis
Billie, une jeune et puissante sorcière au centre d'une mystérieuse prophétie. Elle est envoyée dans le monde des mortels avec le seul sorcier enseignant capable de l'aider à maîtriser ses pouvoirs, Justin Russo.

## Distribution

### Acteurs principaux
- David Henrie (VF : Donald Reignoux) : Justin Russo
- Janice LeAnn Brown (VF : Clara Quilichini) : Billie
- Alkaio Thiele (VF : Tom Trouffier) : Roman Russo
- Max Matenko (VF : Cécile Gatto) : Milo Russo
- Mimi Gianopulos (VF : Kelly Marot) : Giada Russo
- Taylor Cora (VF : Jaynélia Coadou) : Winter

### Invités desSorciers de Waverly Place
- Selena Gomez (VF : Karine Foviau) : Alex Russo (saison 1, épisodes 1, 20 et 21)
- David DeLuise (VF : Xavier Fagnon) : Jerry Russo (saison 1, épisodes 7 et 20)
- María Canals Barrera (VF : Déborah Perret) : Theresa Russo (saison 1, épisode 20)

## Production

### Développement
Le 18 janvier 2024, il a été annoncé que Disney avait commandé un pilote pour une série télévisée suite de Les Sorciers de Waverly Place. Jed Elinoff et Scott Thomas, qui ont créé Raven , la suite de Phénomène Raven, ont écrit l'épisode pilote. Il a été réalisé par Andy Fickman. Benjamin Dherbecourt, Jed Elinoff, Scott Thomas et Andy Fickman devraient produire la série aux côtés des stars Selena Gomez et David Henrie  ainsi que de Gary Marsh, un ancien cadre de la télévision. L'épisode pilote a été filmé le 1er février 2024. Dans la série, le personnage de David Henrie devrait avoir abandonné ses pouvoirs de sorcier pour vivre comme un humain normal. Le 22 mars 2024, il a été annoncé que Disney Channel avait commandé le pilote de la série. La production a commencé à Los Angeles en avril 2024. Wizards a été utilisé comme titre provisoire pendant le début du tournage jusqu'à ce que son titre officiel, Wizards Beyond Waverly Place soit annoncé en mai 2024. Raven-Symoné et Danielle Fishel ont réalisé des épisodes. Andy Fickman a également réalisé des épisodes supplémentaires en dehors du pilote. La première saison se compose de 21 épisodes. Le 31 mars 2025, la série a été renouvelée pour une deuxième saison. La deuxième saison est prévue pour être diffusée le 12 septembre 2025 sur Disney Channel, avec deux épisodes. L’intégralité des épisodes de la saison 2 doit sortir sur Disney+ aux États-Unis et dans certains marchés internationaux le 8 octobre 2025.

### Attribution des rôles
David Henrie reprend son rôle de Justin Russo, tandis que Selena Gomez revient en tant qu'invitée au pilote de la série et continuera à jouer un personnage récurrent dans la série en tant qu'Alex Russo. Mimi Gianopulos a été choisie pour incarner Giada, la femme de Justin et Alkaio Thiele jouera leur fils aîné Roman. De plus, Janice LeAnn Brown jouera le rôle de Billie, une jeune sorcière qui cherche l'aide de Justin pour sa formation de sorcier. Au moment où la série a été commandée, il a été signalé que Max Matenko avait été choisi pour jouer Milo, le plus jeune fils de Justin. Taylor Cora a été choisi pour jouer le rôle de Winter, le meilleur ami de Billie. Il a été annoncé plus tard que David DeLuise reprendrait son rôle de Jerry Russo, le père de Justin.

### Fiche technique
Sauf indication contraire, les informations mentionnées dans cette section peuvent être confirmées par la base de données cinématographiques IMDb,  présente dans la section « Liens externes ».
- Titre original : Wizards Beyond Waverly Place
- Titre français : Waverly Place : Les Nouveaux Sorciers
- Création : Jed Elinoff et Scott Thomas
- Réalisation : Andy Fickman, Danielle Fishel, Jody Margolin Hahn, Raven-Symoné, Lynda Tarryk
- Scénario : Jed Elinoff, Scott Thomas, Jorge Thomson
- Musique :
  - Compositeur(s) :
- Production : Jed Elinoff et Scott Thomas
  - Production exécutive : Benjamin Dherbecourt, Jed Elinoff, Andy Fickman, Selena Gomez, David Henrie, Gary Marsh, Scott Thomas
  - Sociétés de production : Disney Channel, It's a Laugh Productions
- Pays d'origine :  États-Unis
- Langue d'origine : anglais
- Format :
  - Format image : 720p (HDTV)
  - Format audio : 5.1 surround sound
- Genre : Comédie
- Durée : 22-24 minutes
- Date de première diffusion :
  - États-Unis : 29 octobre 2024 sur Disney Channel
- Classification : déconseillé aux moins de 7 ans

## Épisodes
| Saison | Saison | Nombre d'épisodes | Années    | Diffusion originale | Diffusion originale | Diffusion française | Diffusion française |
| Saison | Saison | Nombre d'épisodes | Années    | Début de saison     | Fin de saison       | Début de saison     | Fin de saison       |
| ------ | ------ | ----------------- | --------- | ------------------- | ------------------- | ------------------- | ------------------- |
|        | 1      | 21                | 2024-2025 | 29 octobre 2024     | 28 février 2025     | 10 janvier 2025     | 21 mai 2025         |
|        | 2      | 10                | 2025      | 12 septembre 2025   | NC                  | NC                  | NC                  |

### Première saison (2024-2025)
Cette saison est composée de 21 épisodes, diffusée entre le 29 octobre 2024 et le 28 février 2025 sur Disney Channel.
| №  | #  | Titre français                        | Titre original                        | Diffusion originale | Diffusion française | Code prod. |
| -- | -- | ------------------------------------- | ------------------------------------- | ------------------- | ------------------- | ---------- |
| 1  | 1  | Il ne faut pas se fier aux apparences | Everything Is Not What It Seems       | 29 octobre 2024     | 10 janvier 2025     | 101        |
| 2  | 2  | Vivre parmi les mortels               | Mortal Vibes Only                     | 29 octobre 2024     | 17 janvier 2025     | 102        |
| 3  | 3  | Sauvé par le sort                     | Saved by the Spell                    | 30 octobre 2024     | 24 janvier 2025     | 103        |
| 4  | 4  | Devine qui vient te manger ce soir    | Something Wizard This Way Comes       | 30 octobre 2024     | 31 janvier 2025     | 104        |
| 5  | 5  | Mauvais sort                          | Wizards Just Wand to Have Fun         | 8 novembre 2024     | 7 février 2025      | 105        |
| 6  | 6  | Suivez-moi !                          | The Legend of Creepy Follows          | 8 novembre 2024     | 14 février 2025     | 106        |
| 7  | 7  | La parade d'automne                   | We're Gonna Need A Bigger Float       | 15 novembre 2024    | 21 février 2025     | 107        |
| 8  | 8  | Les dents de sagesse                  | You Can't Handle the Tooth            | 15 novembre 2024    | 28 février 2025     | 111        |
| 9  | 9  | Le sablier magique                    | Wiz-Taken Identity                    | 22 novembre 2024    | 7 mars 2025         | 108        |
| 10 | 10 | Pas de fête sans gnome et sorciers    | Ain't Gnome Party Like a Wizard Party | 22 novembre 2024    | 14 mars 2025        | 109        |
| 11 | 11 | Dans la tête de Justin                | Potions Eleven                        | 17 janvier 2025     | 21 mars 2025        | 110        |
| 12 | 12 | La bataille des baguettes             | Battle of the Wands                   | 17 janvier 2025     | 28 mars 2025        | 112        |
| 13 | 13 | Les Russo sont étranges               | There's Something About the Russos    | 24 janvier 2025     | 4 avril 2025        | 113        |
| 14 | 14 | Soirée jeux en famille                | Ready Player Wand                     | 24 janvier 2025     | 2 mai 2025          | 117        |
| 15 | 15 | La quête de l'anniversaire !          | Quest Birthday Ever!                  | 31 janvier 2025     | 18 avril 2025       | 115        |
| 16 | 16 | Une sorcière somnambule               | While You Were Sleepcasting           | 31 janvier 2025     | 25 avril 2025       | 116        |
| 17 | 17 | Abraca-catrastophe !                  | Abraca-Disaster!                      | 7 février 2025      | 11 avril 2025       | 114        |
| 18 | 18 | Combat de robots                      | Hit Me With Your Best Bot             | 7 février 2025      | 21 mai 2025         | 118        |
| 19 | 19 | Le Tribunal des Sorciers              | Raiders of the Locked Archive         | 14 février 2025     | 21 mai 2025         | 119        |
| 20 | 20 | Un Zébulon qui zébulonne              | When You Wish Upon a Squonk           | 21 février 2025     | 21 mai 2025         | 120        |
| 21 | 21 | L'heure est venue !                   | Nigh Is Now!                          | 28 février 2025     | 21 mai 2025         | 121        |

### Deuxième saison (2025)
Cette saison est composée de 10 épisodes, diffusée entre le 12 septembre 2025 sur Disney Channel.
| No | # | Titre français            | Titre original                  | Diffusion originale | Diffusion française | Code prod. |
| -- | - | ------------------------- | ------------------------------- | ------------------- | ------------------- | ---------- |
| 22 | 1 | Titre en français inconnu | Curse Me Baby One More Time     | 12 septembre 2025   | date inconnue       | 201        |
| 23 | 2 | Titre en français inconnu | Ooze!...I Did it Again          | 12 septembre 2025   | date inconnue       | 202        |
| 24 | 3 | Titre en français inconnu | Howdy with a Trance of Gumballs | 19 septembre 2025   | date inconnue       | 203        |
| 25 | 4 | Titre en français inconnu | Don't Go Changeling My Heart    | 26 septembre 2025   | date inconnue       | 204        |

## Réception critique
La bande-annonce de Waverly Place : les nouveaux sorciers a rassemblé 69 millions de téléspectateurs en 10 jours sur toutes les plateformes de médias sociaux. Elle est devenue la bande-annonce la plus regardée de Disney Channel pour une série comique de tous les temps. La série a été diffusée pour la première fois le 29 octobre 2024 sur Disney Channel. Les neuf premiers épisodes sont devenus disponibles en streaming sur Disney+ le lendemain.

## Accueil critique
Le site Web d'agrégation de critiques Rotten Tomatoes a rapporté un taux d'approbation de 100 % avec une note moyenne de 7,9/10 basée sur 7 critiques. Metacritic, qui utilise une moyenne pondérée, a attribué une note de 78 sur 100 basée sur 4 critiques, indiquant des « critiques généralement favorables ».
Aramide Tinubu de Variety a déclaré que Waverly Place : les nouveaux sorciers mélangeait avec succès la nostalgie avec un contenu nouveau. Elle a salué les performances des membres du casting qui reviennent comme David Henrie et Selena Gomez, et des nouveaux venus comme Janice LeAnn Brown, Alkaio Thiele et Max Matenko. Tinubu a trouvé les effets spéciaux améliorés et le timing comique des enfants acteurs particulièrement impressionnants. Elle a déclaré que la série conserve le charme de l'original, avec son accent sur la famille et la magie, tout en introduisant de nouvelles aventures. Elle a apprécié l'atmosphère animée et amusante de la série, affirmant qu'elle plaisait à la fois aux fans de longue date et aux nouveaux venus. Joel Keller de Decider a noté que Waverly Place : les nouveaux sorciers capture la bêtise et l'ambiance familiale de la série originale, mais a observé une différence dans la performance de Selena Gomez. Il a salué son timing comique plus subtil, affirmant qu'il peut être influencé par son travail sur Only Murders in the Building, contrastant avec le jeu d'acteur plus exagéré de type sitcom du reste du casting. Joel Keller a apprécié son portrait nuancé d'Alex Russo, équilibrant les pitreries enfantines qui l'entourent. Il a également souligné l'accent mis par la série sur l'intégration de Billie dans le monde des mortels et le retour des membres du casting original, s'attendant à ce que la série plaise à la fois aux fans nostalgiques et à un nouveau public plus jeune.
Abigail Stevens de Screen Rant a trouvé que Waverly Place : les nouveaux sorciers était une suite drôle et réconfortante qui capture avec succès l'essence de son prédécesseur. Elle a félicité David Henrie et Selena Gomez pour avoir repris leurs rôles, notant leur forte dynamique, tout en complimentant les performances des nouveaux membres du casting. Abigail Stevens a apprécié la façon dont la série reflète la structure familiale originale sans donner l'impression d'être une copie directe, en conservant des caractérisations uniques. Elle a déclaré que la série introduit des intrigues émotionnelles plus sombres, faisant allusion à des thèmes plus profonds de la famille et de l'estime de soi. Ashley Moulton de Common Sense Media a noté Waverly Place : les nouveaux sorciers de quatre étoiles sur cinq. Elle a complimenté le ton comique de la série et a trouvé que l'effroi modéré des rencontres des sorciers avec les monstres était léger et pas trop alarmant. Ashley Moulton a apprécié les messages positifs sur la persévérance et la confiance en soi, tout en notant que le personnage principal Billie est un modèle complexe, montrant à la fois la rébellion et la croissance personnelle. Elle a également trouvé que Justin Russo était un bon modèle, tandis que la relation entre les frères Milo et Roman était considérée comme affectueuse malgré la rivalité typique entre frères.

## Audiences
Waverly Place : les nouveaux sorciers a été visionné 3,2 millions de fois dans le monde au cours de ses 12 premiers jours sur Disney+, ce qui en fait la première série la plus regardée sur la plateforme pour Disney Channel. La série s'est classée comme la meilleure série en streaming aux États-Unis parmi les enfants de 6 à 11 ans, les filles de 6 à 11 ans, les adolescents et les adultes de 18 à 24 ans au cours de ses cinq premiers jours. La sortie du premier épisode complet sur YouTube a attiré 1,1 million de vues, marquant la meilleure performance de la chaîne pour un nouvel épisode complet depuis 2017. L'activité sur les réseaux sociaux a généré plus de 125 millions d'impressions et 13 millions d'engagements sur des plateformes telles qu'Instagram, TikTok et Facebook,.